# Carl Stilling

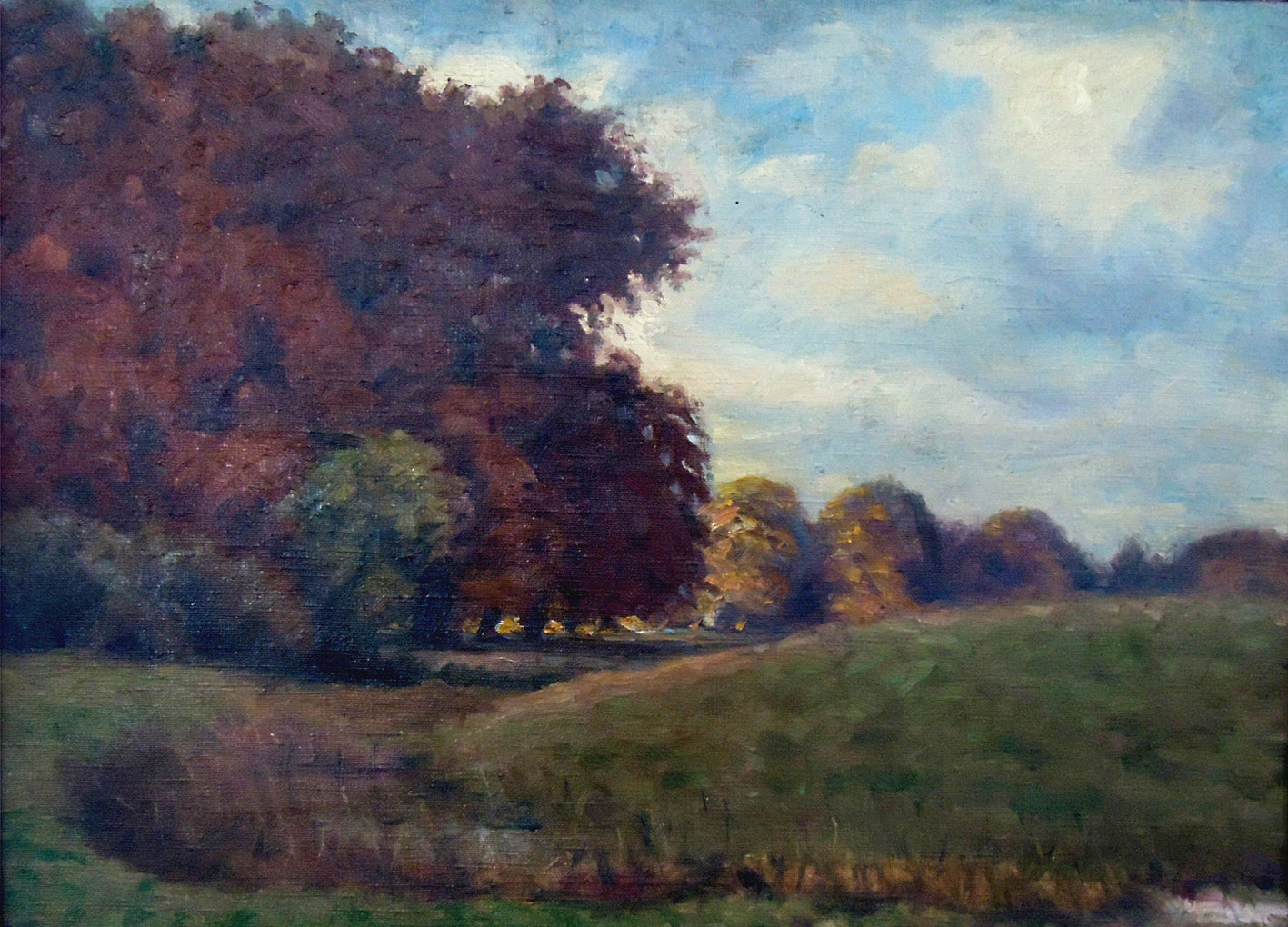
Carl Stilling: Landschaft (Öl auf Leinwand) 1919

Carl Stilling (* 24. September 1874 in Kopenhagen; † 27. Januar 1938 in Rungsted) war ein dänischer Maler. Den Schwerpunkt seiner Arbeit bildete die Landschaftsmalerei. Sein Schaffen war vom Naturalismus und vom Impressionismus beeinflusst.

## Leben
Er war der Sohn des dänischen Architekten Harald Stilling. 1899 heiratete er in Århus Ellen Sophie Zwergius Andersen, die Tochter eines Chefarztes und späteren Stabsarztes.
Carl Stilling studierte von 1893 bis 1906 an der Kunstakademie in Kopenhagen, 1899 studierte er an der Kunstakademie Florenz. In Kopenhagen war Stilling außerdem Privatschüler von Axel Theophilus Helsted.
Seit 1902 stellte Stilling regelmäßig in Schloss Charlottenborg in Kopenhagen, dem Sitz der dortigen Kunstakademie, aus. 1917 nahm er an einer großen Gemeinschaftsausstellung im Kunstverein Kolding teil.
Stilling unternahm zahlreiche Reisen, die ihm wesentliche Impulse für sein künstlerisches Schaffen als Landschaftsmaler gaben. Sie führten ihn vor dem Ausbruch des Ersten Weltkriegs mehrfach in die Niederlande (1899 inklusive Belgien, 1904, 1914). Sein bevorzugtes Reiseziel war Frankreich, das er 1899, 1911 (Paris), 1921 (Bretagne), 1924, 1926 und 1927 (Südfrankreich) sowie 1928 (Korsika) besuchte. Deutschland war 1910 (Harz) und erneut 1929 das Ziel des Künstlers, in die Schweiz reiste er 1909. Italien besuchte er 1899, 1929, 1931 (Venedig) und 1933.

## Werk
Stillings bevorzugtes Motiv waren dänische Landschaften. Besonders schätzte er die Nordseeküste. Auf seinen Auslandreisen fand Stilling allerdings ebenfalls viele Landschaftsmotive. Porträts und Genreszenen sind weitere Schwerpunkte. Hervorzuheben sind seine Fabrikszenen, die die Fortschrittsgläubigkeit der Menschen um die Wende zum 20. Jahrhundert widerspiegeln und im Gegensatz zu anderen Künstlern und Schriftstellern der Zeit auf Sozialkritik verzichten.
Von Stilling sind außerdem mehrere Kopien von Gemälden von Rembrandt und Frans Hals erhalten.

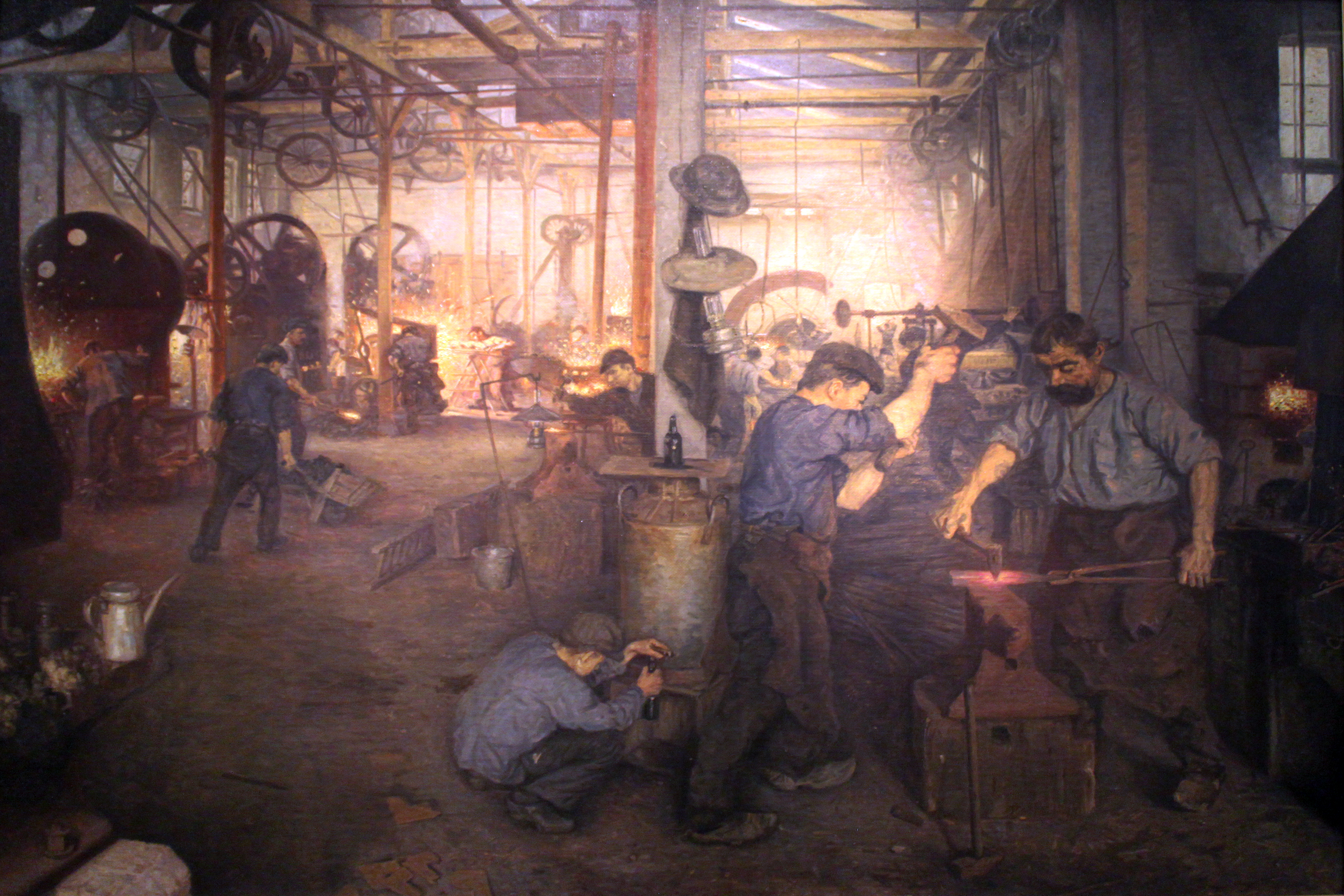
Carl Stilling: Die Schmiede, Öl auf Leinwand, 1909 (Deutsches Historisches Museum Berlin)